# هوغو مايو
هوغو مايو نوفيخيل ((بالإسبانية: Hugo Mallo)‏: مواليد 22 يونيو 1991) لاعب كرة قدم إسباني يجيد اللعب في مركز الظهير الأيمن مع نادي سلتا فيغو.

## روابط خارجية
- هوغو مايو على موقع الاتحاد الدولي (مؤرشف)  (الإنجليزية)
- هوغو مايو على موقع قاعدة بيانات كرة القدم.إي يو (الإنجليزية)
- هوغو مايو على موقع بيانات كرة القدم. دي إي (الألمانية)
- هوغو مايو على موقع ليكيب (الفرنسية)
- هوغو مايو على موقع Soccerbase.com (لاعب) (الإنجليزية)
- هوغو مايو على موقع Soccerway.com (الإنجليزية)
- هوغو مايو على موقع عالم كرة القدم.نت (الإنجليزية)
- هوغو مايو على موقع كووورة
- هوغو مايو على موقع AS.com (الإسبانية)